# كياسر (عشر ستاق)
کیاسر (بالفارسية: کیاسر) هي قرية تقع في إيران في قسم عشر ستاق الريفي. يقدر عدد سكانها بـ 486 نسمة بحسب إحصاء 2016.